# Martin Thörnberg
Martin Thörnberg (ur. 6 sierpnia 1983 w Jönköping) – szwedzki hokeista, reprezentant Szwecji.
Jego ojciec Ove (ur. 1962) i brat Jesper (ur. 1991) także zostali hokeistami.

## Kariera
- HV71 J18 (1999-2001)
- HV71 J20 (1999-2005)
  -  HC Dalen (2001)
- HV71 (2002-2011)
  -  IK Oskarshamn (2005)
- Torpedo Niżny Nowogród (2011-2013)
- HC Lev Praga (2013-2014)
- Łokomotiw Jarosław (2014-2015)
- HV71 (2015-2020)
- HC Dalen (2020-)

Wychowanek klubu HV71. Od kwietnia 2009 do kwietnia 2013 zawodnik Torpedo Niżny Nowogród. Od maja 2013 w klubie HC Lev Praga. Od lipca 2014 zawodnik Łokomotiwu Jarosław. Zawodnikiem klubu był do końca marca 2015. Od maja 2015 ponownie zawodniczek macierzystego HV71. Po sezonie 2019/2020 odszedł z klubu. Pod koniec listopada 2020 został zawodnikiem HC Dalen
Uczestniczył w turniejach mistrzostw świata w 2007, 2009, 2011, 2013.

## Sukcesy i nagrody
Reprezentacyjne
- Brązowy medal mistrzostw świata: 2009
- Srebrny medal mistrzostw świata: 2011
- Złoty medal mistrzostw świata: 2013

Klubowe
- Złoty medal mistrzostw Szwecji: 2004, 2008, 2010, 2017 z HV71
- Srebrny medal mistrzostw Szwecji: 2009
- Finał KHL o Puchar Gagarina: 2014 z HC Lev Praga

Indywidualne
- Elitserien 2008/2009:
  - Pierwsze miejsce w klasyfikacji strzelców fazy play-off: 10 goli
  - Pierwsze miejsce w klasyfikacji kanadyjskiej fazy play-off: 13 punktów
  - Pierwsze miejsce w klasyfikacji strzelców goli w przewadze: 12 goli
- Elitserien 2010/2011:
  - Skład gwiazd
- KHL (2011/2012):
  - Piąte miejsce w klasyfikacji strzelców zwycięskich goli w rundzie zasadniczej: 5 goli
- KHL (2012/2013):
  - Klasyczny hat-trick w meczu Torpedo - Spartak Moskwa 23 września 2012 uzyskany w czasie 10 minut (od 25:20 do 35:24)[10]
  - Trzecie miejsce w klasyfikacji strzelców w sezonie zasadniczym: 26 goli
  - Trzecie miejsce w klasyfikacji zwycięskich goli meczowych w sezonie zasadniczym: 6 goli
- KHL (2013/2014):
  - Trzecie miejsce w klasyfikacji strzelców zwycięskich goli meczowych w fazie play-off: 3 gole
- Svenska hockeyligan (2016/2017):
  - Rinkens riddare - nagroda dla najuczciwszego zawodnika